# Seleção Albanesa de Basquetebol
A Seleção Albanesa de Basquetebol é a equipe que representa a Albânia em competições internacionais da modalidade.